# Come far litigare mamma e papà
Come far litigare mamma e papà è un film italiano del 2024 diretto da Gianluca Ansanelli, con protagonisti Carolina Crescentini e Giampaolo Morelli, liberamente ispirato al film La mia famiglia a soqquadro (2017) di Max Nardari.

## Trama
Circondato dall'amore e attenzione di sua madre Miriam e di suo padre Stefano per il piccolo Gabriele tutto questo è infelicità. La sua felicità sarebbe vederli separati come tutti i genitori dei suoi compagni di classe. Con l'amica del cuore Rebecca cercherà di escogitare un piano per farli dividere.

## Distribuzione
Il film è uscito nelle sale cinematografiche italiane a partire dall'11 settembre 2024.
Ha incassato 416.000 euro.